# Tomáš Baltazar Janovka
Tomáš Baltazar Janovka, též často německy jako Thomas Balthasar Janowka, (6. ledna 1669 Kutná Hora – 16. června 1741 Praha) byl český muzikolog, hudební teoretik a varhaník.

## Život

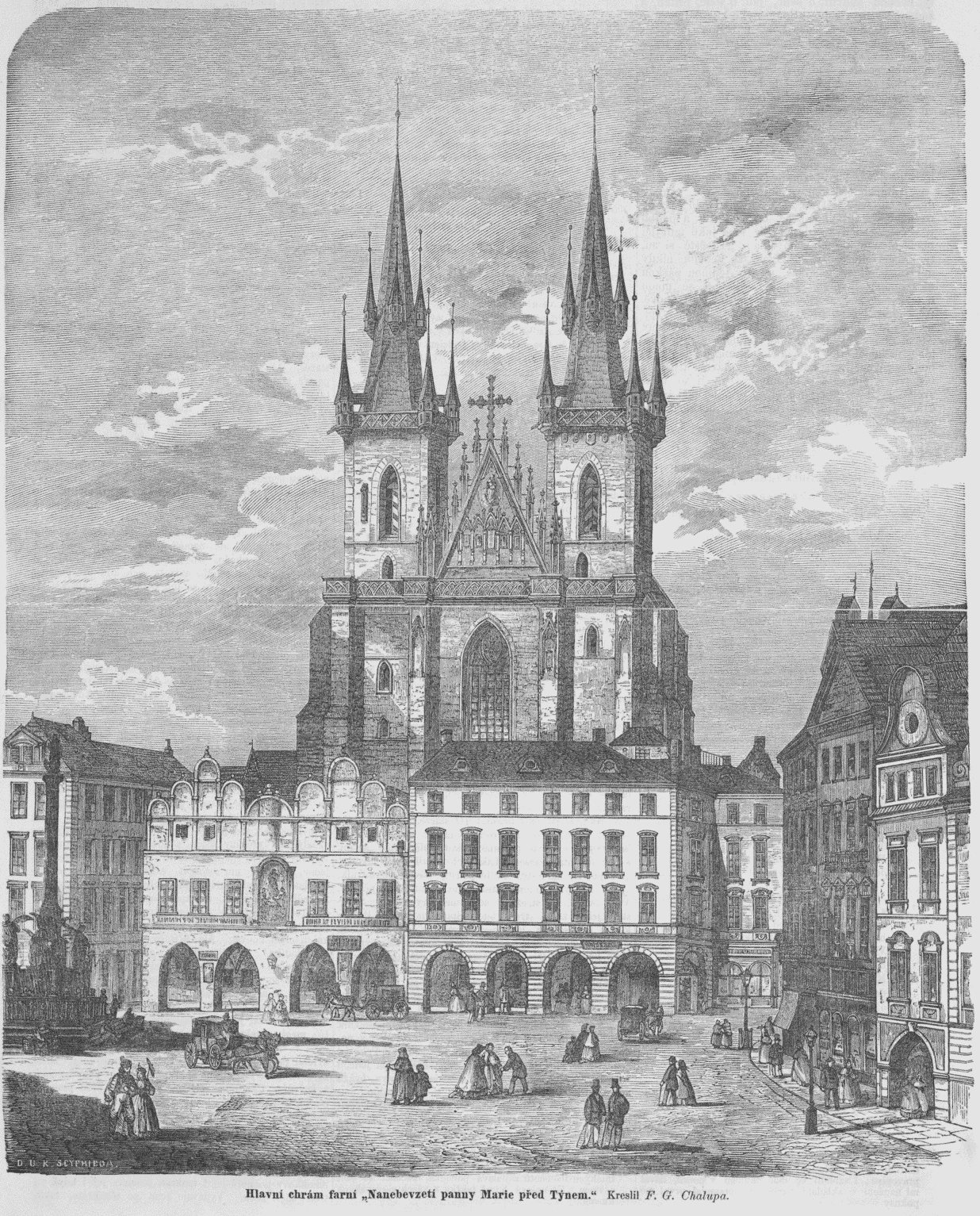
Dobová rytina zobrazující Týnský chrám v 19. století

Jeho otec Tomáš Teofil Janovka byl kutnohorským radním a inspektorem literátského kůru při kostele sv. Jakuba, za jehož působení došlo ke stavbě nových varhan na tamějším kůru. V roce 1657 se oženil s Justinou Clidierovou, dcerou bývalého čáslavského rychtáře.
Tomáš Baltazar Janovka se narodil 6. ledna 1669 v Kutné Hoře. Své první vzdělání získal zřejmě v kutnohorské jezuitské koleji. Po smrti jeho otce v roce 1681 se pak jeho otčímem a učitelem stal Jan Václav Čeněk, kutnohorský varhaník. Později přesídlil do Prahy, kde pokračoval ve studiu na Karlo-Ferdinandově univerzitě. Dne 1. září 1689 pak zakončil svá studia ziskem magisterského titulu z filosofie.
Od 27. června 1691 byl varhaníkem v Týnském chrámu na Starém Městě pražském, kde měl možnost hrát na nové varhany postavené varhanářem Mundtem roku 1673. Na tomto místě setrval dalších padesát let.
Datum jeho úmrtí není známo. Pohřben byl v Praze 13. června 1741. Jeho následníkem na místě týnského varhaníka byl Josef Norbert Seger.

## Dílo
Nejvýznamnějším Janovkovým dílem je sepsání a vydání prvního uceleného věcného hudebního slovníku v latině s názvem Clavis ad thesaurum magnæ artis musicæ (Klíč k pokladu velkého umění hudebního), vydaného v Praze poprvé roku 1701, a podruhé v roce 1715 již pod názvem Clavis ad musicam. Jedná se o vůbec první hudební slovník 18. století, nejen v českých zemích, ale je zároveň prvním podobným spisem novodobé hudební lexikografie v Evropě a je tak významnou součástí dějin hudební lexikografie. Sám Janovka ale uvedl, že tento spis je pouze příprava na větší dílo.
Ve slovníku jsou popsány tehdejší známé kompoziční techniky, hudební formy, ale také hudební nástroje, notace, zdobení, figury. Janovka se pokusil definovat a podrobně popsat všechny hlavní pojmy dobové hudební teorie i praxe, podobně jako před ním Johannes Tinctoris a další barokní a renesanční teoretici (Athanasius Kircher – Musurgia universalis z roku 1650 ad.), Janovkovy popisy (týkající se např. chrámové i světské hudby, hudebních nástrojů či tanců) jsou však přesnější a úplnější.
Druhým Janovkovým spisem, které se zřejmě nepodařilo dokončit, měla být Doctrina vocalis et instrumentalis.

## Odkaz
Janovkovo dílo a pedagogické působení ovlivnilo mnoho hudebníků, např. Šimona Brixiho, Bohuslava Matěje Černohorského, Jana Zacha, J. F. N. Segera a další.